# Meclonazepam
Meclonazepam, também conhecido como (S)-3-metilclonazepam, é uma droga derivada da benzodiazepina com estrutura semelhante ao clonazepam. Foi descoberto por uma equipe da Hoffmann-La Roche nos anos 1970. Tem ações sedativas e ansiolíticas como as de outros benzodiazepínicos, e também tem efeitos antiparasitários contra o verme parasita Schistosoma mansoni.
O meclonazepam nunca foi usado como medicamento e, em vez disso, apareceu online como uma droga sintética.

## Legalidade

### Reino Unido
No Reino Unido, o meclonazepam foi classificado como um medicamento da Classe C pela emenda de maio de 2017 ao The Misuse of Drugs Act de 1971, juntamente com vários outros medicamentos benzodiazepínicos.